# بلو سولفور اسپرینگز (ویرجینیای غربی)
بلو سولفور اسپرینگز (به انگلیسی: Blue Sulphur Springs) یک منطقهٔ مسکونی در ایالات متحده آمریکا است که در شهرستان گرین‌بریر، ویرجینیای غربی واقع شده‌است. بلو سولفور اسپرینگز ۵۰۴٫۱۵ متر بالاتر از سطح دریا واقع شده‌است.